# John Acton

Stemma della famiglia Acton

Sir John Francis Edward Acton, VI Baronetto, noto anche con il nome italianizzato di Giovanni Acton (Besançon, 3 giugno 1736 – Palermo, 12 agosto 1811), è stato un politico e militare britannico, comandante della flotta navale del Granducato di Toscana, ministro della marina (1779-1789) e segretario di Stato di Napoli durante il regno di Ferdinando IV, dal 1789 al 1804. Fu baronetto di Aldenham e duca di Modica.

## Biografia
Figlio di Edward Acton, un nobile inglese che esercitava l'attività di medico a Besançon, e di Cathérine Loys de Gray, francese e figlia del presidente del Parlamento cittadino, fu educato in Francia, e all'età di quattordici anni fu affidato alle cure di uno zio suo omonimo che viveva a Livorno.
Nel 1791 ereditò il titolo e il patrimonio di suo cugino di terzo grado, Sir Richard Acton V Baronetto di Aldenham Hall Shropshire.
Dal 1750 al 1756 prestò servizio nella marina inglese, dopo poco tempo passò a quella del Granducato di Toscana e, nel 1767 fu promosso capitano di vascello. Nel 1775, comandò una fregata nella spedizione congiunta spagnola e toscana contro Algeri, distinguendosi per coraggio e risorse. Nel 1776 fu promosso maggior generale e posto al comando della marina del granducato.
Nel 1778 la regina Maria Carolina di Napoli chiese a suo fratello, il Granduca di Toscana Pietro Leopoldo, di permettere ad Acton di recarsi a Napoli per riorganizzare la Marina dei Regni di Napoli e di Sicilia, e nel 1779 fu promosso tenente generale e nominato segretario di Stato della Marina, venendo nominato, l'anno seguente, anche segretario di Stato della guerra e nel 1782 al commercio.
Nel 1783 fondò il Cantiere navale di Castellammare di Stabia.
Dimostrò grande abilità in questo compito ed entrò subito nelle grazie della regina, con la quale probabilmente ebbe anche una relazione intima. Il suo carattere risentiva dell'origine inglese: freddo, nemmeno nella collera alterava la calma esterna, urbano, ma senza alcuna bonomia e severo. Non era amato dai nobili napoletani ed era impopolare al massimo nelle classi basse.
La regina Maria Carolina trovò in Acton un valido aiuto nella realizzazione del suo disegno di avvicinamento all'Austria, sua patria natale, e poi all'Inghilterra, nemica acerrima dell'odiata Francia rivoluzionaria.
Divenne nel 1789 segretario di Stato, nonostante le preoccupazioni della Spagna - il cui re Carlo III aveva preceduto il figlio Ferdinando IV sul trono di Napoli - per l'amicizia tra Acton e l'ambasciatore britannico, Sir William Hamilton, e la moglie di quest'ultimo, Emma Hamilton, confidente della stessa regina.
Nel 1794 fu nominato capitano generale delle forze di terra e di mare del regno.
Dopo la rivoluzione francese, in accordo con la nuova politica di conservatorismo e repressione dei regnanti, che lo nominarono primo ministro, divenne un accanito persecutore delle nuove idee giacobine.
Nel dicembre del 1798, dopo la sconfitta dell'esercito napoletano che aveva invaso la Repubblica Romana, fuggì in Sicilia, insieme al re ed alla regina, sulla HMS Vanguard di Horatio Nelson e gli fu affidato anche l'interim degli Esteri. A Palermo si sposò nel 1800.
Pochi mesi più tardi, al suo ritorno, partecipò attivamente alla sanguinosa repressione che seguì la rovina dell'effimera Repubblica Partenopea. In quei mesi aumentò la sua anglofilia; nel 1804 il re lo dimissionò e Acton tornò a Palermo, con il titolo di duca di Modica, cui più tardi rinunziò.
Nel gennaio del 1806 i francesi costrinsero nuovamente la famiglia reale a fuggire a Palermo, dove Ferdinando lo nominò segretario agli Esteri, ma già in agosto Acton si dimise.
Morì nel 1811 a Palermo. È sepolto nella chiesa di Santa Ninfa dei Crociferi, dove è ricordato da un monumento parietale a sinistra dell'ingresso.

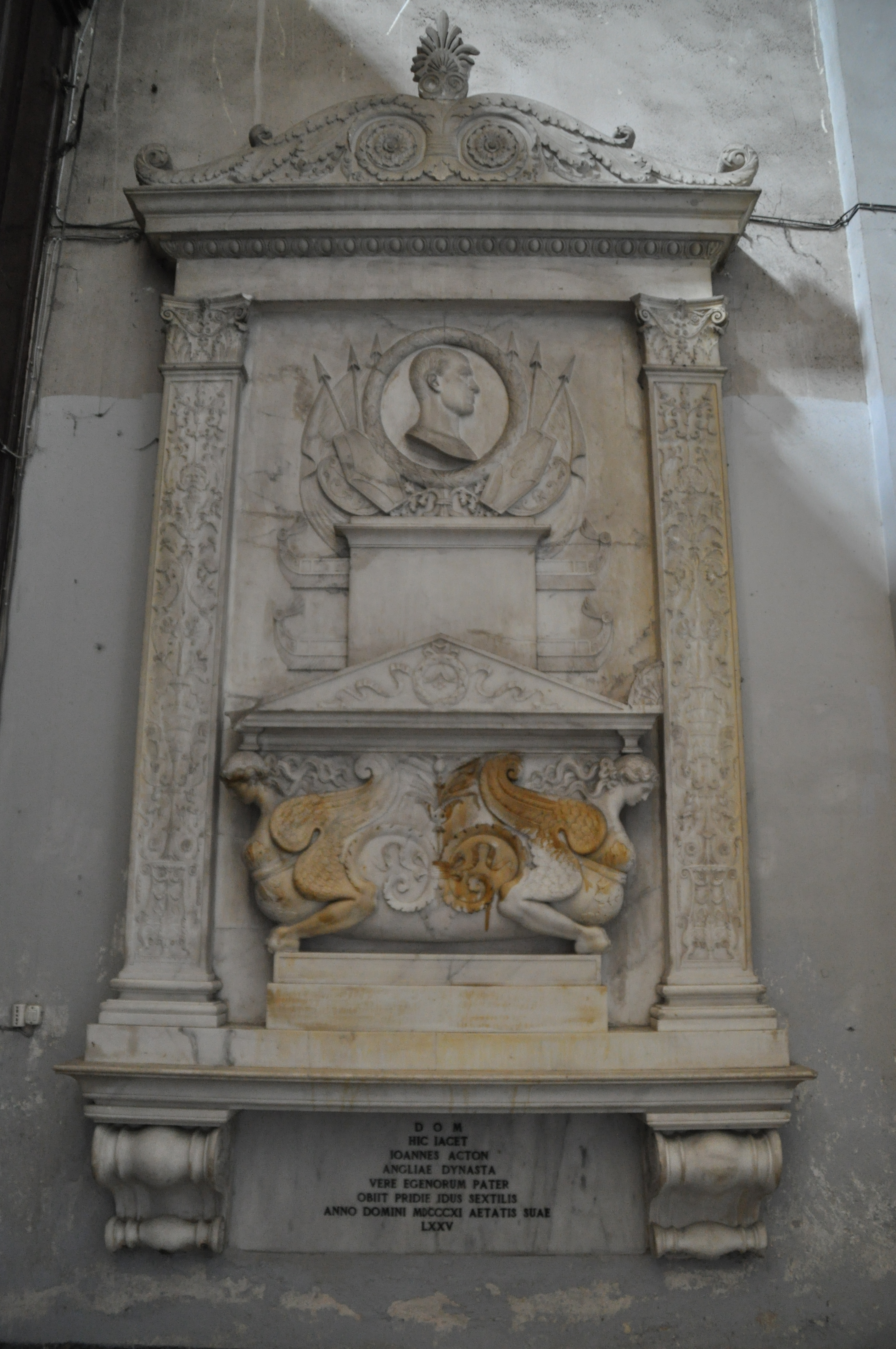
La tomba di Giovanni Acton a Palermo

### La famiglia
Si sposò a Palermo il 23 febbraio 1800, dopo aver ottenuto una dispensa papale, con la figlia tredicenne di suo fratello minore Joseph Edward Acton (nato nel 1737, generale dell'esercito napoletano), Maria Anna Acton, nata a Napoli il 10 settembre 1786, che divenne successivamente Dama di Corte della Regina. Ebbero tre figli:
- Sir Ferdinand Richard Edward Acton (24 luglio 1801 - 31 gennaio 1837), VII baronetto, che il 20 dicembre 1833, su Reale licenza, cambiò nome in Ferdinand Richard Edward Dalberg-Acton. Suo figlio fu John Emerich Edward Dalberg-Acton.
- Charles Januarius Acton (1803-1847), cardinale della Chiesa Cattolica.
- Elizabeth Acton (1806-1850), che sposò Sir Robert Throckmorton, VIII baronetto, ed ebbe figli.